# Peter Schuck
Peter Schuck is een Amerikaans acteur. Hij speelde de rol van matroos Horwich in de televisieserie Operation Petticoat.
Peter Schuck is de jongere broer van acteur John Schuck.

## Filmografie
- The Aliens Are Coming (1980)
- Goldie and the Boxer Go to Hollywood (1981)
- The Forest Woman (1987)
- N.Y.P.D. Mounted (1991)
- Another You (1991)
- Defending Your Life (1991)

## Televisieseries
- Operation Petticoat (1977-1978), 23 afleveringen
- Three's Company (1977)
- A Man Called Sloane (1979)
- Barnaby Jones (1979)
- Hill Street Blues (1986 en 1987)
- Lifestories (1990)
- The Munsters Today (1990)
- L.A. Law (1990)
- Tales from the Crypt (1991)
- Delta (1993)